# 石丸雅通

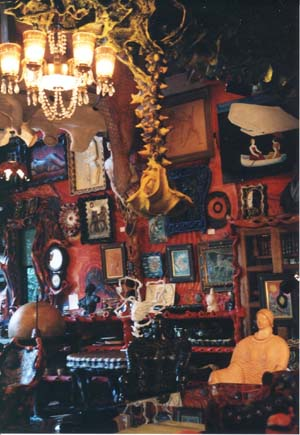
Salon de 酔鯨館

石丸 雅通（いしまる まさみち、1940年）は、画家、彫刻家。甥に造形作家の河野甲がいる。
銀座和光や鎌倉ポロ・ラルフローレン店のディスプレイも手がけたレザーアートの第一人者。1980年に日本ディスプレイ大賞を受賞。現在は、石丸美術館として鎌倉の自宅アトリエ「Salon de 酔鯨館」を公開している。

## 年譜
- 1940年 愛媛県宇和島市に生まれる。
- 1964年 武蔵野美術大学油絵科卒業。
- 1972年 鎌倉・秋山画廊にて個展。
- 1974年 東京・青山キロニーにて個展。
- 1977年 渋谷・西武百貨店にて個展。
- 1978年 銀座和光のウィンドー・ディスプレイを1981年まで担当。
- 1980年 日本ディスプレイ大賞を受賞。
- 1981年 和光ギャラリー・銀座松屋にて個展。鎌倉ポロ・ラルフローレン店のディスプレイ・コーディネーターとして専属契約。
- 1987年 南葉山ギャラリー・シャザーンにて個展。
- 1988年 鎌倉五大堂明王院・青山ギャラリー・エイトロードにて個展
- 1989年 オーディオテクニカ社のギャラリー、アート・スペース“EIN”（アイン）に、常設展示される。
銀座和光にて、ウィンドー・ディスプレイ担当。鎌倉ギャラリー・ユヰにて個展。
- 1992年 鎌倉冬伯山房にて個展。
- 1993年 京橋・サンヨーギャラリーにて個展。讀賣テレビ放送制作「美の世界」出演。
- 1996年 鎌倉の自宅アトリエを石丸美術館 「Salon de 酔鯨館」としてオープン。
- 2005年 園子温監督の映画「Strange Circus 奇妙なサーカス」のロケで「Salon de 酔鯨館」使用。
- 2006年 銀座・ヴァニラ画廊にて個展。

## 書籍
- 別冊太陽 江戸川乱歩（平凡社）